# دانائه (نقاشی کلیمت)
دانائه (انگلیسی: Danaë) یک نقاشی از گوستاو کلیمت نقاش نماد گرای اتریشی است که در سال ۱۹۰۷ میلادی خلق شد، ابعاد این نقاشی کلیمت (۷۷×۸۳) سانتی‌متر است و در گالری ورتل وین قرار دارد.
دانائه یک موضوع محبوب برای بسیاری از هنرمندان در قرن نوزدهم بود چرا که او را به عنوان نماد بارز عشق الهی و استعلا می‌دانستند، دانائه بر طبق اساطیر در حالی که توسط پدرش پادشاه آرگوس در یک برج برنز زندانی شده بود. توسط زئوس ملاقات می‌شود و بر اثر این ملاقات‌های پنهانی دانائه باردار می‌گردد، در اینجا و نقاشی کلیمت، سمبل این موضوع بدین شکل مطرح می‌گردد که جریان باران طلایی در میان پاهای دانائه روان است و باعث برانگیختگی جنسی او می‌گردد، چهرهٔ دانائه از بابت این موضوع و تحریک آشکار است، در این اثر. او را پیچیده در پوشش ارغوانی سلطنتی که اشاره به اصل و نصب امپریالیستی‌اش دارد می‌بینیم، دانائه به واسطهٔ آمیزش با زئوس، پرسئوس را به دنیا می‌آورد که بعدها با کشتن مدوسا باعث رهایی آندرومده گردید.
بسیاری از تصاویر اولیه دانائه وابسته به عشق شهوانی بود، از دیگر نقاشی‌های تکمیل شدهٔ کلیمت بر پایهٔ همین سبک و سیاق می‌توان به نقاشی علاج (۱۹۰۰–۱۹۰۷) و مارهای آبی (۱۹۰۴–۱۹۰۷) اشاره کرد.

## واژگان
1. ↑  Gustav Klimt
2. ↑  Symbolism (arts)
3. ↑  Transcendence (philosophy)